# نیلفیسک
نیلفیسک (انگلیسی: Nilfisk) شرکت لوازم خانگی دانمارکی است، که در سال ۱۹۰۶ تأسیس شد.